# Delegazione Milpa Alta
La Delegazione Milpa Alta è una delle sedici delegazioni di Città del Messico. È situata a sud della città. Confina a nord con le delegazioni Tláhuac e Xochimilco; ad ovest, con la delegazione Tlalpan; a est con i comuni dello Stato del Messico di Chalco, Tenango del Aire e Juchitepec; e a sud con Tlalnepantla e Tepoztlán, comuni dello stato di Morelos.
È la seconda delegazione del Distretto Federale per superficie. I suoi abitanti vengono chiamati milpanecos,
anche se si sta diffondendo sempre più l'aggettivo milpaltense.
A differenza delle altre delegazioni, a Milpa Alta l'agricoltura ha un peso importante nell'economia regionale. Vi si produce l'ottanta per cento del nopal che si consuma in Messico.

## Toponimia
Milpa Alta deve il suo nome alla Villa de Nuestra Señora de la Asunción de Milpa Alta, una comunità fondata da padri francescani nel XVI secolo.
Milpa è una parola dello spagnolo parlato in Messico che indica i campi dove si coltiva il mais unitamente ad altri vegetali. Proviene dal nahuatl milpan, che indica un qualsiasi campo coltivato. Quando gli spagnoli fondarono la città di Milpa Alta, lo fecero su un villaggio indigeno il cui nome era Malacachtépec-Momoxco, che in nahuatl significa luogo circondato da colline dove vi sono tumuli funerari.

## Geografia fisica
| Nome                   | mslm  |
| ---------------------- | ----- |
| Vulcano Tláloc         | 3.690 |
| Vulcano Cuauhtzin      | 3.510 |
| Vulcano Chichinauhtzin | 3.490 |
| Vulcano Acopiaxco      | 3.320 |
| Vulcano Tetzcacóatl    | 3.310 |
| Vulcano Ocusacayo      | 3.220 |
| Vulcano San Bartolo    | 3.200 |
| Vulcano Teuhtli        | 2.710 |

La superficie di Milpa Alta è di circa 228 km². Il suo punto più basso, San Antonio Tecómitl, si trova ad una altitudine di 2250 metri sul livello del mare, dieci metri sopra il livello medio di Città del Messico.
La regione attorno al vulcano Teuhtli è conosciuta come Valle di Milpa Alta, dove vive la maggior parte della popolazione della delegazione, si eleva fino a 2.700 metri sopra il livello del mare ed il suo clima è più freddo che nel resto del Valle del Messico. Questa piccola valle separa il vulcano Teuhtli dalla catena montuosa del Ajusco-Chichinautzin, che deve il suo nome alle due vette più alte.
La sierra dell'Ajusco-Chichinauhtzin è la zona più alta del Distretto Federale, con vette che superano i 3.500 metri. Formano questa catena i vulcani Cuauhtzin, Chichinauhtzin, Tetzcacóatl, Acopiaxco, San Bartolo e Ocusacayo, tutti sopra i 3.100 metri.
La sierra dell'Ajusco-Chichinauhtzin si formò da una violenta attività vulcanica durante il periodo quaternario. Prima della formazione di questa catena montuosa, il bacino della Valle del Messico aveva una fuga naturale verso il fiume Balsas. La comparsa della catena dell'Ajusco fece sì che la regione si trasformò in un bacino endorreico, dando luogo alla formazione del sistema lacustre di Texcoco.
| Mappe geografiche di Milpa Alta |       |
|                                 |       |
| Rilievi e idrologia             | Clima |

## Storia
Il documento scritto più antico in cui si fa riferimento alla attuale regione di Milpa Alta è del XVII secolo, scritto dallo scrivano Juan Sanchez. nel documento si suppone che gli abitanti più antichi fossero i toltechi. I toltechi furono, poi, invasi dai chichimeca, provenienti dall'oriente della Valle del Messico, che occuparono la valle di Milpa Alta nel XIII secolo.
Durante il XIX secolo Milpa Alta fece parte dello Stato del Messico. Fu essenzialmente un villaggio agricolo. I suoi abitanti erano in maggioranza indigeni nahua. Durante la rivoluzione messicana, nel 1911, Milpa Alta fu invasa dalla truppe di Emiliano Zapata, stabilendo il proprio quartier generale nel villaggio di San Pablo Oztotepec, da dove, successivamente, con l'appoggio dei villaggi di Milpa Alta, si diressero verso nord, occupando Xochimilco e Iztapalapa.

## Società

### Evoluzione demografica
|      |            |           |
| Anno | Milpa Alta | DF        |
| 1950 | 18.212     | 3.050.442 |
| 1970 | 33.694     | 6.874.165 |
| 1990 | 63.654     | 8.235.744 |
| 1995 | 81.102     | 8.489.007 |
| 2000 | 96.773     | 8.605.239 |

Milpa Alta è la delegazione capitalina più popolata in termini assoluti e relativi. Secondo il censimento 2005, realizzato dall'INEGI, la delegazione aveva circa 115 000 abitanti, concentrati soprattutto tra le quote 2.500 e 2.600 m s.l.m., in undici villaggi ed una città.

## Indicatori sociodemografici
- Indice di sviluppo umano: Milpa Alta è la delegazione con l'indice più basso del Distretto Federale Messicano, con un coefficiente di 0,7902 nel 2003. Nello stesso anno, l'indice per il Distretto Federale fu di 0,8837.[1]
- Esclusione sociale: Milpa Alta è anche la delegazione con indice di esclusione sociale più alto del Distretto Federale.
- Alfabetismo: Il 94,39% della popolazione maggiore di 15 anni sa leggere e scrivere.
- Lingue del Messico: A Milpa Alta, la lingua indigena più parlata è il náhuatl. Seguono l'otomí, il mixteco e altre varie lingue le cui comunità linguistiche non arrivano al centinaio di persone.

## Etnografia: Nahua di Milpa Alta

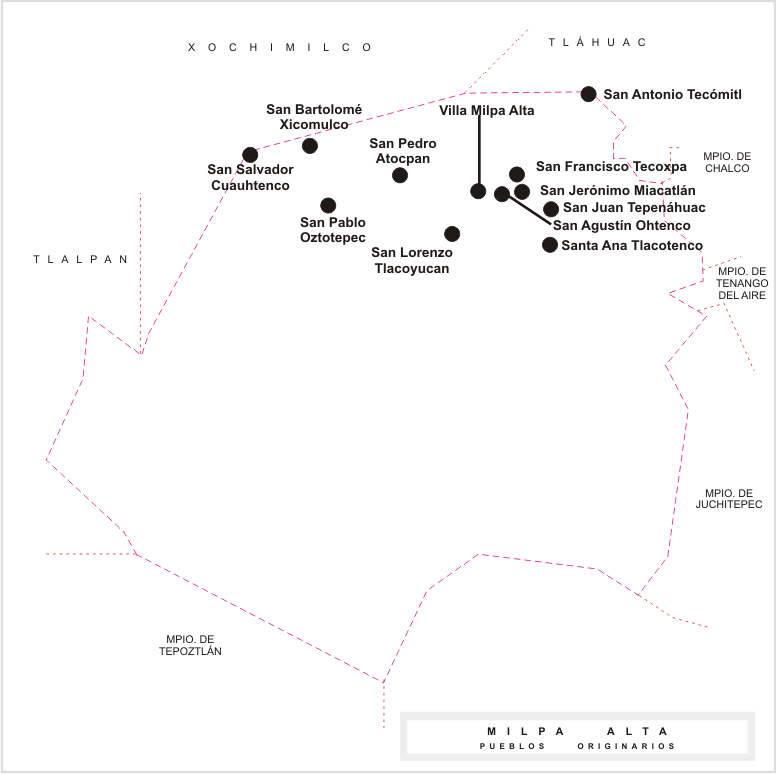
Villaggi originari di Milpa Alta

Milpa Alta è la delegazione con la maggior proporzione di popolazione che parla lingue indigene nel Distretto Federale. Gli abitanti di lingue indigene della delegazione rappresentano il 4% della popolazione di Milpa Alta, il che fa di Milpa Alta la delegazione con maggior presenza indigena nella capitale messicana; inoltre, la popolazione indigena di Milpa Alta è originaria del territorio della delegazione, a differenza di altre delegazioni.
Molte delle tradizioni della delegazione sono prodotto del permanere della cultura indigena nelle comunità.
A Milpa Alta l'identità nahua è molto presente ed è stata rivendicata dai suoi abitanti.
Soprattutto nei villaggi di San Lorenzo Tlacoyucan, San Jerónimo Miacatlán e Santa Ana Tlacotenco vi è stato un processo di recupero della tradizione orale dell'antico villaggio di Malacachtépec-Momoxco. Santa Ana Tlacotenco è il centro di un movimento di rivitalizzazione della lingua nahuatl, riconosciuto da varie istituzioni culturali messicane.
Le dodici località di Milpa Alta riconoscono la propria origine nelle tribù nahua che popolarono la regione in epoca preispanica. Nove villaggi nel centro del Valle di Milpa Alta e sul pendio nord del Chichinauhtzin si riconoscono come discendenti dei fondatori dell'antico villaggio di Malacachtépec-Momoxco (Villa Milpa Alta, San Jerónimo Miacatlán, San Pablo Oztotepec, San Juan Tepenáhuac, San Francisco Tecoxpa, Santa Ana Tlacotenco, San Lorenzo Tlacoyucan, San Pedro Atocpan e San Agustín Ohtenco), due si riconoscono come discendenti degli xochimilcas (San Bartolomé Xicomulco e San Salvador Cuauhtenco) ed infine San Antonio Tecómitl che è stato storicamente vicino ai villaggi chinampanecos Tláhuac, Míxquic e Tetelco.